# Фёдоров, Фёдор Фёдорович (танкист)
Фёдор Фёдорович Фёдоров (25 января 1900, Одесса — 20 января 1945, Камышин) — советский военачальник, полковник (1938).

## Биография
В РККА с  1918 года.
С сентября 1924 года — курсант Школы механической тяги Ленинградского военного округа. Командир взвода в 1-м автомотобатальоне Московского военного округа, преподаватель тактики в военно-автомобильной школе. 
С 1927 года — член ВКП(б).
С марта 1933 года — командир батальона Московской школы танковых техников. С февраля 1935 года — командир танкового батальона 2-й Кавказской стрелковой дивизии, с февраля 1936 года — командир 14-го механизированного полка 14-й кавалерийской дивизии. Военный советник в Испании. С 1937 года — начальник автобронетанковой службы 17-го стрелкового корпуса.
С 11 декабря 1938 года — полковник.
С 20 августа 1940 года — начальник оперативного отдела штаба 17-го корпуса. Окончил курсы усовершенствования командного состава. 25 марта 1941 года был назначен командиром 5-й танковой дивизии 3-го механизированного корпуса в городе Алитус.
22 июня 1941 года вступил в бой, известный под названием Сражение за Алитус. 18 июля 1941 года 5-я танковая дивизия в результате больших потерь была расформирована.
30 июля 1941 года был ранен осколком бомбы. 
20 августа 1941 года был назначен начальником Московского автобронетанкового центра. Во главе сводного отряда центра отправился на фронт. Участвовал в обороне Москвы, воевал под Сталинградом и Ленинградом.
В конце Войны — начальник Соликамского танкового училища.
Умер от болезни 20 января 1945 года, похоронен в городе Камышин Волгоградской области.

## Награды
- орден Отечественной войны I степени (21.02.1945)[3];
- медаль «За оборону Ленинграда» (22.12.1942)[4];
- медаль «За оборону Москвы» (10.09.1944)[5];
- медаль «За оборону Сталинграда» (22.12.1942)[6];
- юбилейная медаль «XX лет Рабоче-Крестьянской Красной Армии» (1938 год)

## Семья
Жена Анна Ивановна (Урусова).
Сын Игорь.